# Pachyta lamed
Pachyta lamed es una especie de escarabajo longicornio del género Pachyta, tribu Rhagiini, subfamilia Lepturinae. Fue descrita científicamente por Linné en 1758.

## Descripción
Mide 10-24 milímetros de longitud.

## Distribución
Se distribuye por Alaska, Alemania, Austria, Bielorrusia, Bulgaria, Canadá, Dinamarca, Estonia, Estados Unidos, Finlandia, Francia, Hungría, Italia, Japón, Lituania, Moldavia, Mongolia, Noruega, Polonia, Rumania, Rusia (Siberia), Eslovaquia, Eslovenia, Suecia, Suiza, Chequia y Ucrania.